# Paduniella wangtakraiensis
Paduniella wangtakraiensis is een schietmot uit de
familie Psychomyiidae. De soort komt voor in het Oriëntaals gebied.